# Nervus glossopharyngeus

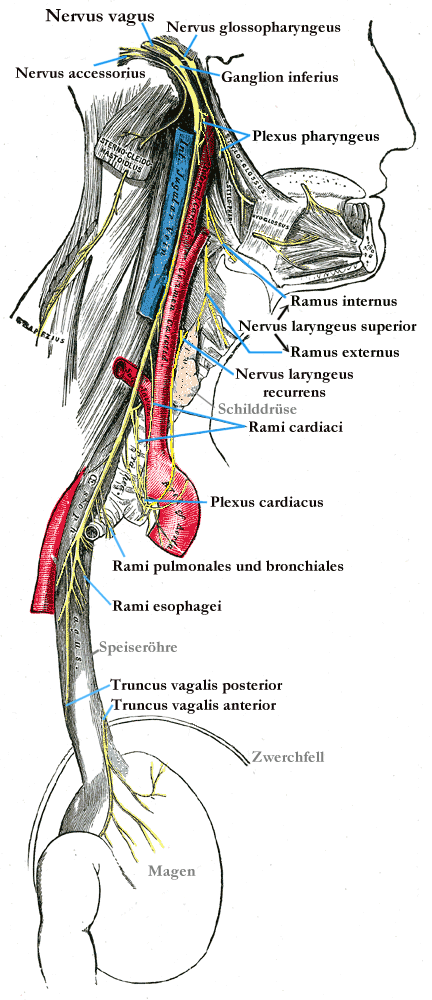
Verlauf des Nervus glossopharyngeus im Bezug zum Nervus accessorius und Nervus vagus

Der paarige Nervus glossopharyngeus (von altgriechisch γλῶσσα glōssa ‚Zunge‘ und φάρυγξ phárynx ‚Rachen‘, so „Zungen-Rachen-Nerv“), auch neunter Hirnnerv, N. IX genannt, gehört zur sogenannten Vagusgruppe und ist entwicklungsgeschichtlich der dritte Kiemenbogennerv. Der Nervus glossopharyngeus innerviert die Zunge und den Rachen. Er besitzt sensible, sensorische (Geschmackswahrnehmung), motorische und parasympathische Anteile.

## Ursprung
Die Kerngebiete seiner parasympathischen (Nucleus salivatorius inferior) und motorischen (Nucleus ambiguus) Nervenfasern liegen in der Medulla oblongata. Der Nerv verlässt die Schädelhöhle durch das Drosselloch (Foramen jugulare), wo er aus zwei Ganglien sensible/sensorische Fasern erhält. Im meist noch innerhalb der Schädelhöhle gelegenen Ganglion superius (bei Tieren: Ganglion proximale) liegen die Nervenzellkörper der afferenten Fasern für Berührungs-, Schmerz- und Temperaturreize, im außerhalb der Schädelhöhle gelegenen Ganglion inferius (auch Ganglion petrosum, bei Tieren: Ganglion distale) die der Geschmacksfasern. Beide entsprechen damit dem Spinalganglion eines Spinalnerven.

## Aufzweigungen des Nervus glossopharyngeus

### Nervus tympanicus
Der Nervus tympanicus („Paukenhöhlennerv“) geht am Ganglion inferius ab und versorgt das Mittelohr sensibel. Im Mittelohr bildet er den Plexus tympanicus mit, aus welchem der Nervus petrosus minor entspringt, der parasympathische Fasern zum Ganglion oticum führt (sogenannte Jacobson-Anastomose). Dort werden die Fasern auf die zweiten Neurone umgeschaltet und gelangen über den Nervus auriculotemporalis zur Ohrspeicheldrüse und über den Nervus buccalis zu den Backendrüsen, deren Sekretion angeregt wird.

### Ramus pharyngeus
Der Ramus pharyngeus („Rachenast“) bildet mit Rachenästen des Nervus vagus und sympathischen Fasern vom Ganglion cervicale superius den Plexus pharyngeus. Dieses Nervengeflecht versorgt die quergestreifte Muskulatur des Rachens motorisch und die Rachenschleimhaut sensibel. Es ist daher auch für den Würgreflex sowie den Schluckreflex verantwortlich.

### Rami linguales
Die Rami linguales („Zungenäste“) leiten Berührungs-, Temperatur-, Schmerz- und Geschmacksempfindungen vom hinteren Drittel der Zunge.

### Weitere Äste
Der Ramus sinus carotici zieht zum Sinus caroticus und zum Glomus caroticum. Beides sind Sensoren des Kreislauf- und Atemzentrums in der Medulla oblongata.
Die Rami tonsillares innervieren die Mandeln und die Schleimhaut des Rachens.
Der Ramus musculi stylopharyngei caudalis innerviert den gleichnamigen Muskel, einem Schlundkopferweiterer.

## Erkrankungen

### Glossopharyngeuskrampf
Der Glossopharyngeuskrampf, auch als Schlundkrampf, Pharyngospasmus, Pharyngismus bzw. Glossopharyngeal Spasm (englisch) bezeichnet, wird durch einen Krampf der durch den Nervus glossopharyngeus innervierten Muskeln ausgelöst. Er tritt vor allem bei Tetanus, Tollwut und Reizung durch Fremdkörper auf (Siehe auch Dysphagie).

### Glossopharyngeuslähmung
Eine Schädigung des Nervus glossopharyngeus führt zu einer Lähmung der Schlundkopfmuskeln (Pharyngoplegie) und damit zu Schluckstörungen (Dysphagie). Sie sind häufig mit Schäden des Nervus vagus vergesellschaftet. Lähmungen der beiden Hirnnerven treten z. B. bei zentralnervösen Erkrankungen wie Staupe und Tollwut auf und sind Ursache dafür, dass die Patienten (Tier, bei Tollwut auch Mensch) nicht dazu in der Lage sind, selbst zu trinken. Auch Toxine von Clostridien (Tetanus, Botulismus) können zu Störungen der Nerv-Muskel-Kopplung und damit u. a. auch zu Störungen der beiden Hirnnerven und des Schluckakts führen.

### Glossopharyngeusneuralgie
Dabei handelt es sich um ein seltenes Schmerzbild als Form einer Neuralgie, die durch teilweise attackenförmige Schmerzen im Bereich des Hypopharynx, der Zungenbasis, der  Tonsillen und der Ohrregion bei entsprechender Reizung z. B. durch Kauen, Schlucken, Sprechen oder Druckausübung zustande kommen kann. Bei Beteiligung des Ramus sinus carotici kann dabei auch eine reflektorische Bradykardie oder Asystolie auftreten. Ursächlich ist meist eine lokale Entmarkung der Nervenäste durch Pulsation eines benachbarten Gefäßes. Dabei kann es zur Übertragung elektrischer Impulse von epikritischen Nervenfasern (leiten Informationen über Druck, Berührung, Vibration und bewusste Tiefensensibilität) auf protopathische Nervenfasern (leiten Informationen über Schmerz und Temperatur) kommen.
Die Erkrankung wird auch nach ihren Beschreibern als Collet-Sicard-Syndrom bezeichnet.